# 少年よギターを抱け
『少年よギターを抱け』（しょうねんよギターをいだけ）は、信濃川日出雄による日本の漫画。『ジャンプ改』（集英社）において2013年4月より同誌が2014年11月に休刊するまで連載された。単行本は全4巻。4巻には大幅に描き下ろしが加えられている。

## 概要
高校生の主人公・沙村杏と、同じくヒロイン・坂井真琴を中心とした、青春バンド群像劇である。舞台は北海道札幌市。ストーリーは高校の同級生やバイト先の若者とのエピソードを描く青春群像劇パートと、沙村杏の兄である沙村隆の死の謎、伝説のギター・サリエルをめぐるミステリーが交錯する構成となっている。札幌市内、すすきのや狸小路などの市街地がリアルに描かれ、実在のアーティストをモデルにしたキャラクターも登場した。
単行本の帯には1巻にはサンボマスターの木内泰史、2巻にはMAN WITH A MISSIONのジャンケン・ジョニー、3巻にはflumpoolの阪井一生、4巻にはindigo la End、ゲスの極み乙女。の川谷絵音が推薦コメントを寄せた。2014年2月14日には、札幌市のライブハウスCOLONYでユニバーサルEMIの新人発掘プロジェクトGreat Huntingとのコラボライブイベントを行った。
2014年11月の『ジャンプ改』休刊発表後、移籍先が決まらず事実上の打ち切りとなったが、信濃川は4巻のあとがきで「このまま終わっていいストーリーではない」「続編に興味をお持ちの出版関係者様がいらっしゃいましたらいつでもご連絡お待ちしています」と、継続に意欲をみせている。

## あらすじ
ロックスターになりたいと公言する熱血バンド少女の坂井真琴は、高校の入学式の日、主人公・沙村杏と衝撃的な出会いをする。世界的なアーティストであるマグナ・ジョーカーに才能を認められバンドに勧誘された杏は、それを拒否。偶然現場に居合わせ、杏の秘密を知った真琴は、杏と一緒にバンドをしたいと願うが、天才ギタリストであった兄の死をきっかけにギターにトラウマを抱える杏はギターを手にしようとしなかった。一方、杏のバイト先で知り合った少年・天童は夜の街のトラブルに巻き込まれるが、杏が彼を救ったことから友情が芽生え、素直な気持ちから杏は天童に一緒にバンドをやろうと誘う。隆が残した機材とスタジオを管理する小室哲二は、杏の知らぬところで不穏な動きを見せる。

## 登場人物

### 主要登場人物
沙村杏（さむら あんず）
主人公。高校1年生。16歳。天才ギタリストの兄から英才教育を受け、自身も天才的なテクニックとセンスを有する。兄の死のトラウマから音楽に触れることを拒むが、本心では音楽を死ぬほど愛している。愛用のギターはストラトキャスター。
坂井真琴（さかい まこと）
ヒロイン。高校1年生。16歳。ロックスターになりたいと公言する熱血バンド少女。言動は熱く人の心を動かす力があるが、時に勢いだけで雑な性格。真面目にトレーニングを重ね、次第に上達する。実家はラーメン屋。愛用のギターはランディ・ローズモデルっぽい水玉のフライングV。
沙村隆（さむら りゅう）
沙村杏の兄。3年前、2000人のオーディションを勝ち抜きマグナ・ジョーカーのツアーギタリストとなる。ライブ中に不慮の事故で死亡。
マグナ・ジョーカー
世界的アーティスト。杏をバンドに誘い、隆から預かったギター・ケースを渡す。アルバム・シングルの総売上枚数は１億枚以上、推定年収72億円。
天童（てんどう）
18歳。高校中退。サッカー部在籍時に友人を骨折させ再起不能にしたことで自責の念にかられ、高校を中退する。沙村杏のバイト先の、隣の店で働いていた。自暴自棄からバイト先をクビになり、夜の街で危険なバイトに手を出す。事件の解決を経て杏とバンドを組むことになる。パートはドラム。杏の心を開かせることになる重要な登場人物である。
榊恵留（さかき える）
16歳。高校１年。真琴のバンドメンバー募集に応募してきた一人。パートはギターだが、ギターだけでなく、ベースやDTMトラック作成などもできるオールラウンドプレイヤー。沙村杏を強引に口説き、身体の関係を持つ。人一倍野心と出世欲があり、コンテストでの優勝を足がかりに音楽で成功したいと思っている。のちに真琴のライバルとなる。
佐藤まさ子（さとう まさこ）
16歳。高校一年。真琴のバンドメンバー募集に応募してきた一人。バンド初心者でパートはドラム。当初は恵留と共に離反し電子ドラムを任されるが、のちに真琴とバンドを組み、本来のドラムを叩くようになる。
奈良竜美（なら たつみ）
16歳。高校一年。真琴のバンドメンバー募集に応募してきた一人。バンド初心者でパートはベース。当初は恵留と共に離反しワブル・ベースを任されるが、のちに真琴とバンドを組み、本来弾きたかったベースを弾く。
砂川悠里（すなかわ ゆり）
16歳。高校一年。真琴のバンドメンバー募集に応募してきた一人。パートはキーボード。入学当初体調が悪かったこともあり、友達が出来ず。真琴と意気投合して「マコ」「ユリちゃん」と呼び合う親友になる。
エリカ
沙村杏の居候先の女性で、保護者的存在。
河合（かわい）
沙村杏のバイト先のバーテン。すすきのの事情通。
小室哲二（こむろ てつじ）
年齢、職業不定。隆が杏に遺した機材やスタジオの管理を任された。2011年の震災時、仙台でボランティアをしていたときに隆と知り合った。怒Ⅲ狐のファン。杏にロックンロールの火を消したらあかん、と迫る。
ミック
真琴が通う中古ギター店兼喫茶店のマスター。パンク風や、グラムロック風など様々にファッションを変える。真琴にギターの指南をする。
AKKA（あっか）
18歳。札幌インディーズバンドシーンで人気のバンド・クレイジー・ノーザン・ホースのボーカル＆ベース。合法ドラッグ売買の疑いがある。
大泉（おおいずみ）
すすきのの客引き。年齢不詳。天童を夜の世界に誘う。
ゴメス
怒Ⅲ狐のボーカル・ギター。牛殺しの異名をとる。杏の古い知り合いである。
富士村剛士（ふじむら つよし）
すすきののゴッド・ファーザーと呼ばれる豪傑。ゴメスとの縁から天童とヤクザ組織のトラブルを仲裁する。
石狩川豊平（いしかりがわ とよひら）
札幌在住ホラー漫画家。呪われたギターの謎を追う。
謎の骸骨
杏が小室に鍵を手渡されてから、杏につきまとう幻影のような存在。杏に様々な言葉をかけそそのかす。

### 作中に登場するバンド
丘の上のジャムハウス
杏、天童、榊恵留、ローディー・小室によるバンド。純粋に音楽を楽しむ目的で杏と天童がジャム・セッションをしていたところに野心ある榊が加入したことで、目的を見失ってゆく。
坂井真琴とファニーフェイス'S
真琴、悠里、佐藤、奈良によるバンド。オリジナル曲は「観覧車」「くそったれの夜にめんこい君がなまら好き」「少年よギターを抱け」。狸小路バンドコンテストの優勝を狙う。
怒Ⅲ狐（ど さん こ）
牛殺しのゴメス、トド打ちのイチロウ、自給自足のゴローによる覆面３ピースバンド。キツネの面に和装。札幌のニトル文化ホールで凱旋ライブを行う。前身バンドのルート36には沙村隆が所属した。
クレイジー・ノーザン・ホース
AKKA率いる札幌インディーズシーンの人気3ピースバンド。ライブハウスで脱法ドラッグ販売の疑いがある。怒Ⅲ狐の凱旋ライブでオープニング・アクトを務めた際に、杏が急遽ギターで参加する。
ザ・マンド輪廻
真琴のバンドメンバー募集に応募しながら、一緒にバンドを組めなかったマンドリン奏者ジェイド・ノースが結成したバンド。オリジナル曲「本命じゃないほう」
マキシマム・ザ・ジンギスカン
真琴が憧れるバンド。

## 書誌情報
- 信濃川日出雄『少年よギターを抱け』 集英社〈YOUNG JUMP COMICS Χ〉、全4巻
  1. 2013年8月9日発売 ISBN 978-4-08-879663-5
  2. 2014年2月10日発売 ISBN 978-4-08-879767-0
  3. 2014年8月8日発売 ISBN 978-4-08-879879-0
  4. 2015年2月19日発売 ISBN 978-4-08-890126-8